# T-34 - Eroi d'acciaio
T-34 - Eroi d'acciaio (Т-34) è un film del 2019 diretto da Aleksej Sidorov.

## Trama
Nel 1944 un coraggioso gruppo di soldati sovietici riuscì a fuggire dalla prigionia tedesca in un leggendario carro armato T-34 semidistrutto.